# John Parrott/Erfolge

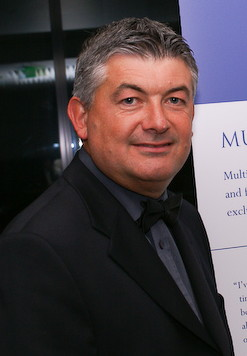
John Parrott im Jahr 2008

Diese Liste führt die sportlichen Erfolge des Snookerspielers John Parrott auf. Parrott war von 1983 bis 2010 Profispieler und gewann in dieser Zeit insgesamt 17 Turniere und stand bei 22 weiteren im Finale. Zu seinen wichtigsten Erfolgen zählen die Siege bei der Snookerweltmeisterschaft und bei der UK Championship. Der Gewinn des Masters, des dritten Triple-Crown-Turniers, blieb ihm jedoch verwehrt.
Der 1964 in Liverpool geborene Parrott gewann zu Beginn der 1980er-Jahre mehrere Amateurturniere und erreichte 1983 das Finale der English Amateur Championship. Im selben Jahr wurde er Profispieler und konnte Ende der 1980er Jahre erste Erfolge feiern. 1989 gewann er mit den European Open sein erstes Ranglistenturnier. Im selben Jahr verlor er im Endspiel der Snookerweltmeisterschaft gegen Steve Davis mit einem Punktestand von 3:18, der bislang höchsten Finalniederlage der Turniergeschichte. Zwei Jahre später konnte Parrott den Titel erringen und auch die UK Championship gewinnen. 1989, 1990 und 1992 erreichte er das Endspiel des Masters, 1992 erneut das Endspiel der UK Championship.
In den folgenden Jahren konnte Parrott weitere Profiturniere gewinnen und belegte so über einen Zeitraum von drei Saisons hinweg den zweiten Platz der Weltrangliste. Im März 1998 erreichte er beim Thailand Masters, das er gegen Stephen Hendry mit 6:9 verlor, letztmals das Finale eines Ranglistenturnieres. Zwei Jahre später siegte er mit dem englischen Team beim Nations Cup. In den darauffolgenden Jahren konnte Parrott seine vorderen Platzierungen in der Weltrangliste nicht halten und beendete nach der Saison 2009/10 seine Profikarriere. Nur wenig später begann er, Snooker-Fernsehübertragungen zu kommentieren. 2015 wurde er in die Snooker Hall of Fame aufgenommen.

## Ranglistenpositionen und Erfolge bei der Triple Crown
Diese Liste beinhaltet die Ranglistenpositionen und die Ergebnisse der Triple-Crown-Turniere von John Parrott. Die dazugehörigen Turniere und Weltranglisten sind verlinkt.
| Turnier                          | 1983/ 84 | 1984/ 85 | 1985/ 86 | 1986/ 87 | 1987/ 88 | 1988/ 89 | 1989/ 90 | 1990/ 91 | 1991/ 92 | 1992/ 93 | 1993/ 94 | 1994/ 95 | 1995/ 96 | 1996/ 97 | 1997/ 98 | 1998/ 99 | 1999/ 2000 | 2000/ 01 | 2001/ 02 | 2002/ 03 | 2003/ 04 | 2004/ 05 | 2005/ 06 | 2006/ 07 | 2007/ 08 | 2008/ 09 | 2009/ 10 | Gesamt TS / TN |
| -------------------------------- | -------- | -------- | -------- | -------- | -------- | -------- | -------- | -------- | -------- | -------- | -------- | -------- | -------- | -------- | -------- | -------- | ---------- | -------- | -------- | -------- | -------- | -------- | -------- | -------- | -------- | -------- | -------- | -------------- |
| \| Weltrangliste WRL \| AP EP \| | –        | 20       | 18       | 17       | 13       | 7        | 2        | 3        | 4        | 2        | 2        | 5        | 4        | 4        | 6        | 6        | 5          | 10       | 22       | 18       | 30       | 31       | 29       | 42       | 39       | 39       | 53       | Gesamt TS / TN |
| Triple-Crown-Turniere            |          |          |          |          |          |          |          |          |          |          |          |          |          |          |          |          |            |          |          |          |          |          |          |          |          |          |          |                |
| UK Championship                  | R1       | R1       | R2       | HF       | VF       | VF       | AF       | HF       | S        | F        | HF       | VF       | AF       | VF       | R2       | VF       | R2         | R2       | R2       | R1       | R2       | VF       | R1       | R1       | QR       | QR       | QR       | 1 / 27         |
| Masters                          | –        | –        | –        | –        | HF       | F        | F        | VF       | F        | VF       | AF       | AF       | VF       | VF       | AF       | AF       | HF         | VF       | –        | –        | –        | –        | –        | –        | –        | –        | –        | 0 / 14         |
| Weltmeisterschaft                | AF       | VF       | AF       | AF       | AF       | F        | HF       | S        | VF       | VF       | VF       | VF       | R1       | VF       | VF       | VF       | AF         | R1       | R1       | R1       | R1       | QR       | R1       | AF       | QR       | QR       | QR       | 1 / 27         |
| Weltrangliste WRL                | AP EP    |          |          |          |          |          |          |          |          |          |          |          |          |          |          |          |            |          |          |          |          |          |          |          |          |          |          |                |

| Legende | Legende                               |
| ------- | ------------------------------------- |
| S       | Sieger                                |
| F       | Finalist                              |
| HF      | Halbfinalist                          |
| VF      | Viertelfinalist                       |
| AF      | Achtelfinalist                        |
| LX      | Niederlage in der Runde der letzten X |
| RX      | Niederlage in Runde X                 |
| WR      | Niederlage in der Wildcardrunde       |
| QR      | Niederlage in der Qualifikation       |
| NQ      | Nicht qualifiziert                    |
| –       | nicht teilgenommen                    |
| –       | keine Weltranglistenplatzierung       |
| n. a.   | nicht ausgetragen                     |
| k. R.   | keine Rangliste                       |
| TS / TN | Turniersiege / Teilnahmen             |
| AP      | Ranglistenposition am Saisonbeginn    |
| EP      | Ranglistenposition am Saisonende      |

## Übersicht über die Finalteilnahmen

### Ranglistenturniere
Insgesamt nahm Parrott an 18 Endspielen von Ranglistenturnieren teil, von denen er die Hälfte für sich entscheiden konnte. Unter den Finalteilnahmen befinden sich jeweils ein Sieg und eine Niederlage in Endspielen der Snookerweltmeisterschaft und der UK Championship.
Farbbedeutungen: Turnier der Triple Crown
| Ergebnis | Jahr | Turnier                  | Gegner im Finale | Endstand |
| -------- | ---- | ------------------------ | ---------------- | -------- |
| Finalist | 1988 | Classic                  | Steve Davis      | 11:13    |
| Sieger   | 1989 | European Open            | Terry Griffiths  | 9:8      |
| Finalist | 1989 | Snookerweltmeisterschaft | Steve Davis      | 3:18     |
| Sieger   | 1990 | European Open            | Stephen Hendry   | 10:6     |
| Sieger   | 1991 | Snookerweltmeisterschaft | Jimmy White      | 18:11    |
| Sieger   | 1991 | Dubai Classic            | Tony Knowles     | 9:3      |
| Sieger   | 1991 | UK Championship          | Jimmy White      | 16:13    |
| Finalist | 1992 | Strachan Open            | James Wattana    | 3:9      |
| Sieger   | 1992 | Dubai Classic            | Stephen Hendry   | 9:8      |
| Finalist | 1992 | UK Championship          | Jimmy White      | 9:16     |
| Sieger   | 1994 | International Open       | James Wattana    | 9:5      |
| Finalist | 1994 | European Open            | Stephen Hendry   | 3:9      |
| Sieger   | 1995 | Thailand Classic         | Nigel Bond       | 9:6      |
| Finalist | 1996 | Welsh Open               | Mark Williams    | 3:9      |
| Sieger   | 1996 | European Open            | Peter Ebdon      | 9:7      |
| Finalist | 1997 | European Open            | John Higgins     | 5:9      |
| Finalist | 1997 | German Open              | John Higgins     | 4:9      |
| Finalist | 1998 | Thailand Masters         | Stephen Hendry   | 6:9      |

### Einladungsturniere
Bei Einladungsturnieren erreichte Parrott insgesamt zwölf Mal das Endspiel, wobei er drei davon gewinnen konnte. Dabei entfallen drei Niederlagen auf das Triple-Crown-Turnier Masters.
Farbbedeutungen: Turnier der Triple Crown 
| Ergebnis | Jahr | Turnier                  | Gegner im Finale | Endstand |
| -------- | ---- | ------------------------ | ---------------- | -------- |
| Finalist | 1988 | World Matchplay          | Steve Davis      | 5:9      |
| Finalist | 1989 | Masters                  | Stephen Hendry   | 6:9      |
| Finalist | 1989 | London Masters           | Stephen Hendry   | 2:4      |
| Finalist | 1989 | World Matchplay          | Jimmy White      | 9:18     |
| Finalist | 1990 | Masters                  | Stephen Hendry   | 4:9      |
| Finalist | 1990 | London Masters           | Stephen Hendry   | 2:4      |
| Sieger   | 1990 | Norwich Union Grand Prix | Steve Davis      | 4:2      |
| Finalist | 1991 | Irish Masters            | Steve Davis      | 5:9      |
| Finalist | 1992 | Masters                  | Stephen Hendry   | 4:9      |
| Sieger   | 1994 | Malta Grand Prix         | Tony Drago       | 6:7      |
| Finalist | 1995 | Red and White Challenge  | Nigel Bond       | 6:8      |
| Sieger   | 1998 | German Masters           | Mark Williams    | 6:4      |

### Ungewertete Turniere
Bei sogenannten Non-ranking-Turnieren – Turniere, die wie die Einladungsturniere keinen Einfluss auf die Weltrangliste haben – erreichte Parrott sieben Mal das Finale, wobei er vier Mal gewinnen konnte.
| Ergebnis | Jahr | Turnier                           | Gegner im Finale | Endstand |
| -------- | ---- | --------------------------------- | ---------------- | -------- |
| Sieger   | 1988 | Kent Cup                          | Martin Clark     | 5:1      |
| Sieger   | 1988 | Pontins Professional              | Mike Hallett     | 9:1      |
| Finalist | 1989 | English Professional Championship | Mike Hallett     | 7:9      |
| Sieger   | 1990 | Humo Masters                      | Jimmy White      | 9:6      |
| Finalist | 1991 | Indian Challenge                  | Stephen Hendry   | 5:9      |
| Sieger   | 1992 | Kent Classic                      | Stephen Hendry   | 6:5      |
| Finalist | 1992 | Humo Masters                      | James Wattana    | 5:9      |

### Ligen
Bei Liga-Turnieren konnte Parrott lediglich ein einziges Mal das Endspiel, das er zudem verlor, erreichen.
| Ergebnis | Jahr | Turnier          | Gegner im Finale | Endstand |
| -------- | ---- | ---------------- | ---------------- | -------- |
| Finalist | 1994 | Matchroom League | Stephen Hendry   | 7:10     |

### Teamwettbewerbe
Auch bei Teamwettbewerben erreichte Parrott nur ein einziges Mal das Endspiel, das er allerdings im Gegensatz zur Liga mit seinen Teamkollegen gewinnen konnte.
| Ergebnis | Jahr | Turnier     | Teampartner                               | Gegner im Finale                                         | Endstand |
| -------- | ---- | ----------- | ----------------------------------------- | -------------------------------------------------------- | -------- |
| Sieger   | 2000 | Nations Cup | Ronnie O’Sullivan Jimmy White Stephen Lee | Darren Morgan Mark Williams Matthew Stevens Dominic Dale | 6:4      |

### Amateurturniere (Auswahl)
Bei Turnieren auf Amateurebene stand Parrott sieben Mal im Finale, wobei er fünf Mal gewinnen konnte.
| Ergebnis | Jahr | Turnier                              | Gegner im Finale | Endstand                            |
| -------- | ---- | ------------------------------------ | ---------------- | ----------------------------------- |
| Finalist | 1982 | English Amateur Championship – North | Malcolm Bradley  | 6:8                                 |
| Sieger   | 1982 | Pontins Spring Open                  | Ray Reardon      | 7:4                                 |
| Sieger   | 1982 | Junior Pot Black                     | John Keers       | 169:70 (nach Punkten zweier Frames) |
| Sieger   | 1983 | English Amateur Championship – North | Steve Meakin     | 8:4                                 |
| Finalist | 1983 | English Amateur Championship         | Tony Jones       | 9:13                                |
| Sieger   | 1983 | Junior Pot Black                     | Steve Ventham    | unbekannt                           |
| Finalist | 1985 | Pontins Spring Open                  | Jim Chambers     | 6:7                                 |
| Sieger   | 1986 | Pontins Spring Open                  | Tony Putnam      | 7:5                                 |